# Casa Sadó
|  | No s'ha de confondre amb Casa-fàbrica Sadó. |

La casa Sadó és un edifici situat a la cantonada de la Rambla i el carrer de la Petxina de Barcelona, catalogat com a bé cultural d'interès local. Als baixos hi ha l'antiga Casa Figueras, actualment una sucursal de la Pastisseria Escribà.

## Història
A principis del segle xix hi havia la casa del constructor de carros Miquel Sadó i Parellada (†1830), reedificada a la dècada del 1840 pel seu fill i hereu Joaquim Sadó i Monturiol (†1889). El 1930, els seus hereus Josep Sadó i Giravent i Pasqual Sadó i Padron van sol·licitar a l'Ajuntament canviar la ploma d'aigua de Montcada que abastia l'edifici pel sistema d'aforament, traspassant-lo al seu nom.
En aquesta època hi havia la cistelleria d'Aureli Capmany i Farrés, tot i que, segons algunes fonts, el negoci el portava la seva mare. També hi vivia la seva filla Maria Aurèlia Capmany i Farnés, que a la dècada del 1940 treballava com a gravadora de vidre. L'any 2018, coincidint amb el centenari del naixement de l'escriptora, s'hi havia de col·locar una placa commemorativa, però aquesta distinció la va rebre tres anys després un altre edifici de l'Eixample.

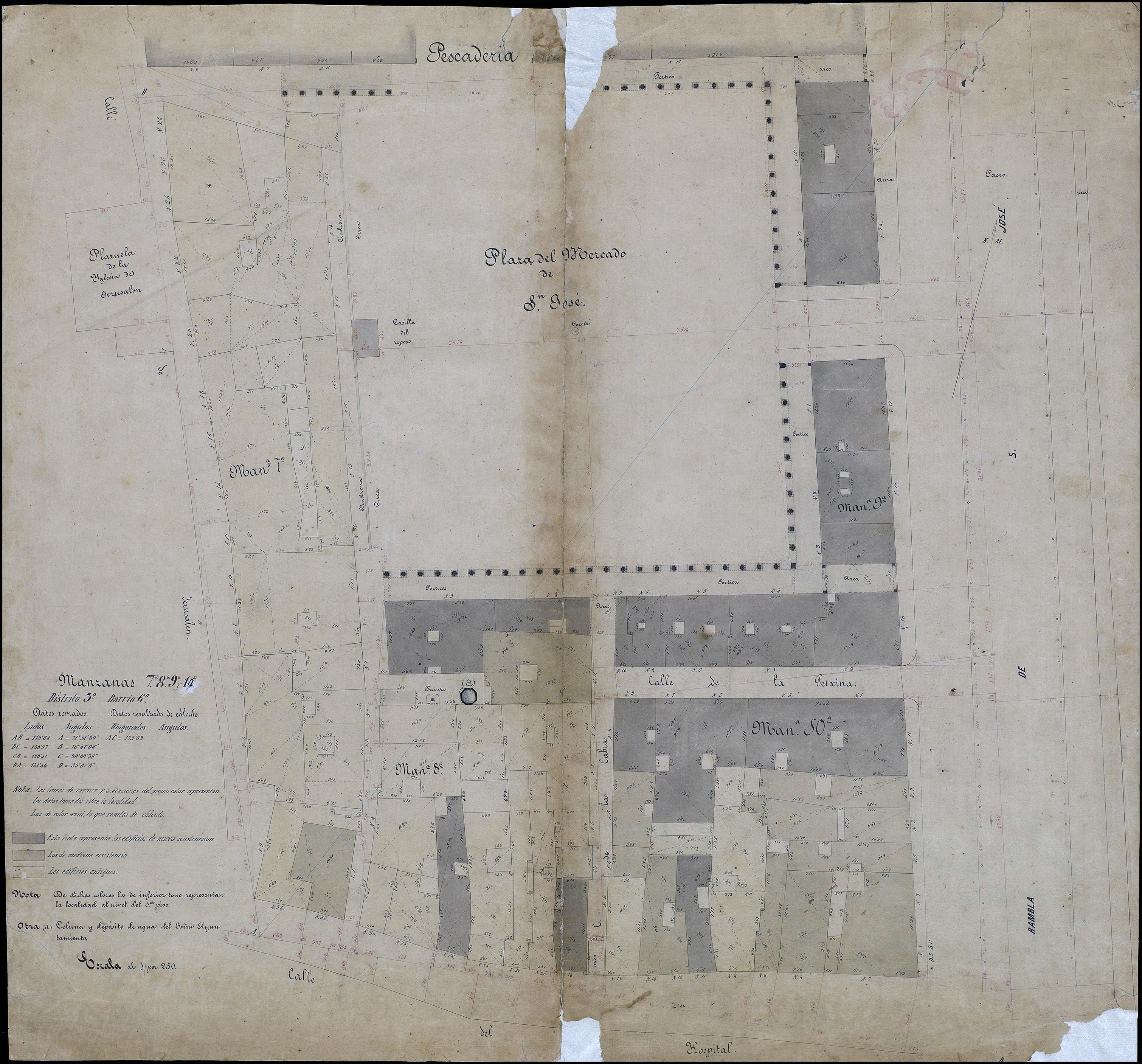
Quarteró núm. 58 de Garriga i Roca (c. 1860)

## Descripció
Es tracta d'un immoble de planta baixa i quatre pisos. La composició, a base d'eixos verticals d'obertures, estableix un contrapunt d'horitzontalitat a la façana de la Rambla mitjançant el balcó corregut a la planta principal i la imposta que diferencia el nivell del forjat de la darrera planta. El parament de façana és d'estuc llis llevat dels emmarcaments de les obertures i la cantonera. La façana està coronada per una senzilla cornisa sota la qual hi ha els respiradors, rectangulars, de la solera del terrat.